# Reichardtsdorf
Reichardtsdorf ist ein Ortsteil von Bad Köstritz im Landkreis Greiz in Thüringen. Der Ortsteilbürgermeister ist Hagen Lehnhardt.

## Lage
Reichardtsdorf liegt westlich von Bad Köstritz etwas abseits von der Landesstraße 1075 von Bad Köstritz hinauf nach Bad Klosterlausnitz. Die Gemarkung des Dorfes liegt in einem kleinen Tal am Westhang der Elsterniederung. Danach folgen die Wälder um Tautenhain und etwas entfernter von Bad Klosterlausnitz.

## Geschichte
Das Dorf wurde bereits am 27. Mai 1259 erstmals urkundlich erwähnt. Reichardtsdorf gehörte zum wettinischen Kreisamt Eisenberg, welches aufgrund mehrerer Teilungen im Lauf seines Bestehens unter der Hoheit verschiedener Ernestinischer Herzogtümer stand. 1826 kam der Ort mit dem Südteil des Kreisamts Eisenberg und der Stadt Eisenberg vom Herzogtum Sachsen-Gotha-Altenburg zum Herzogtum Sachsen-Altenburg. Ab 1920 gehörte er zum Freistaat Thüringen.
Im Januar 1994 wurden Reichardtsdorf und Gleina in Bad Köstritz eingemeindet.

## Sehenswürdigkeiten
- Dorfkirche Reichardtsdorf

## Persönlichkeiten

### In Reichardtsdorf geborene Persönlichkeiten
- Wolfgang Kuhle (* 1935), Bildhauer

### Weitere Persönlichkeiten mit Bezug zu Reichardtsdorf
- Olaf Ludwig; wuchs im Ort auf